# Cutthorpe
Cutthorpe – wieś w Anglii, w hrabstwie Derbyshire. Leży 4,8 km od miasta Chesterfield, 36,8 km od miasta Derby i 215,6 km od Londynu. W 2015 miejscowość liczyła 523 mieszkańców.